# سد مووایسین
سد مووایسین (به لاتین: Mauvoisin Dam) یک سد قوسی در سوئیس است که در Valais, Switzerland واقع شده‌است.